# Associação Civil de Divulgação Cultural e Educacional Japonesa do Rio de Janeiro
A Associação Civil de Divulgação Cultural e Educacional Japonesa do Rio de Janeiro (リオ・デ・ジャネイロ日本人学校, Rio de Janeiro Nihonjin Gakkō) foi uma escola internacional japonesa situada em Cosme Velho, no Rio de Janeiro, Brasil.
A associação foi fundada em 2 de agosto de 1971 (no Período Shōwa 46). Inicialmente, a escola foi inaugurada para servir os funcionários da IHI Corporation. O corpo estudantil diminuiu após o estaleiro ter sido fechado em 1994. Anteriormente, a escola localizava-se em Santa Teresa. A escola foi fechada em meados de 2010 e foi substituída pela escola integral Ginásio Experimental Olímpico Juan Antonio Samaranch.